# Lachnoanaerobaculum
Lachnoanaerobaculum es un género de bacterias grampositivas de la familia Lachnospiraceae. Fue descrito en el año 2012. Su etimología hace referencia a bacilo anaerobio formador de colonias con aspecto de lana. Es anaerobia obligada y formadora de esporas. Forma células filamentosas. Se ha aislado de la cavidad oral, intestino, sangre y líquido amniótico.
Contiene tres especies: Lachnoanaerobaculum orale, Lachnoanaerobaculum saburreum y Lachnoanaerobaculum umeaense. Solamente L. saburreum se ha asociado a enfermedad en un caso.